# Odd Berg
Odd Sigurd Berg (Molde, 3 gennaio 1952) è un allenatore di calcio ed ex calciatore norvegese, di ruolo attaccante.

## Biografia
Anche suo fratello Jan sono stato calciatore professionista nel Molde, club di cui suo nipote materno Daniel Berg Hestad detiene il record di presenze. Suo cognato (e padre di Daniel) Stein Olav Hestad anch'egli ex-calciatore di Molde.

## Carriera

### Giocatore

#### Club
Berg fu capocannoniere del campionato 1974, con 13 reti all'attivo.

### Allenatore
Dal 1978 al 1979, fu allenatore del Træff. Nel 2003, ricoprì la stessa posizione al Molde.

## Palmarès

### Allenatore

#### Competizioni giovanili
- Norgesmesterskapet G19: 1

Molde: 2000